# Three Choirs Festival

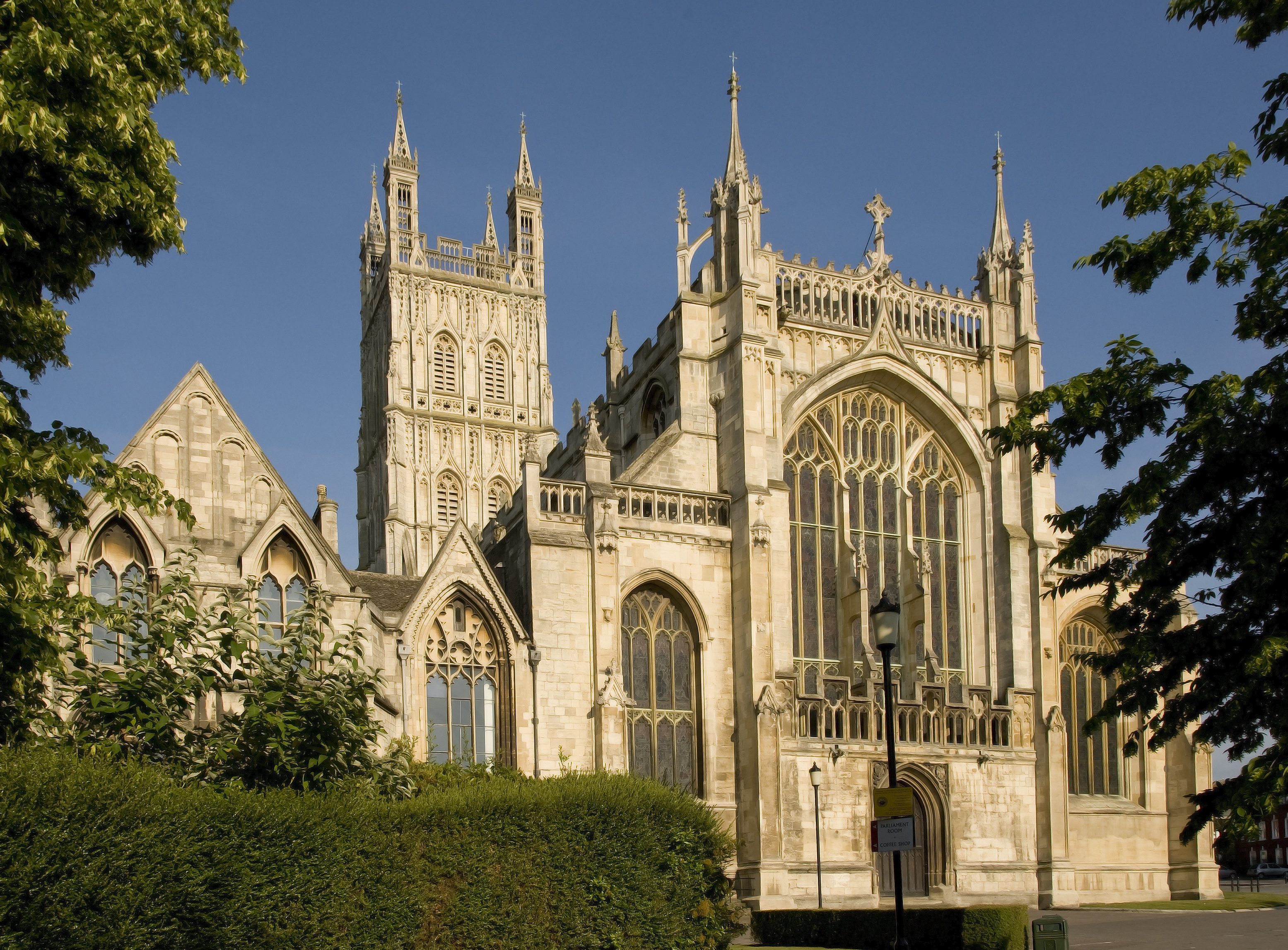
Cattedrale di Gloucester

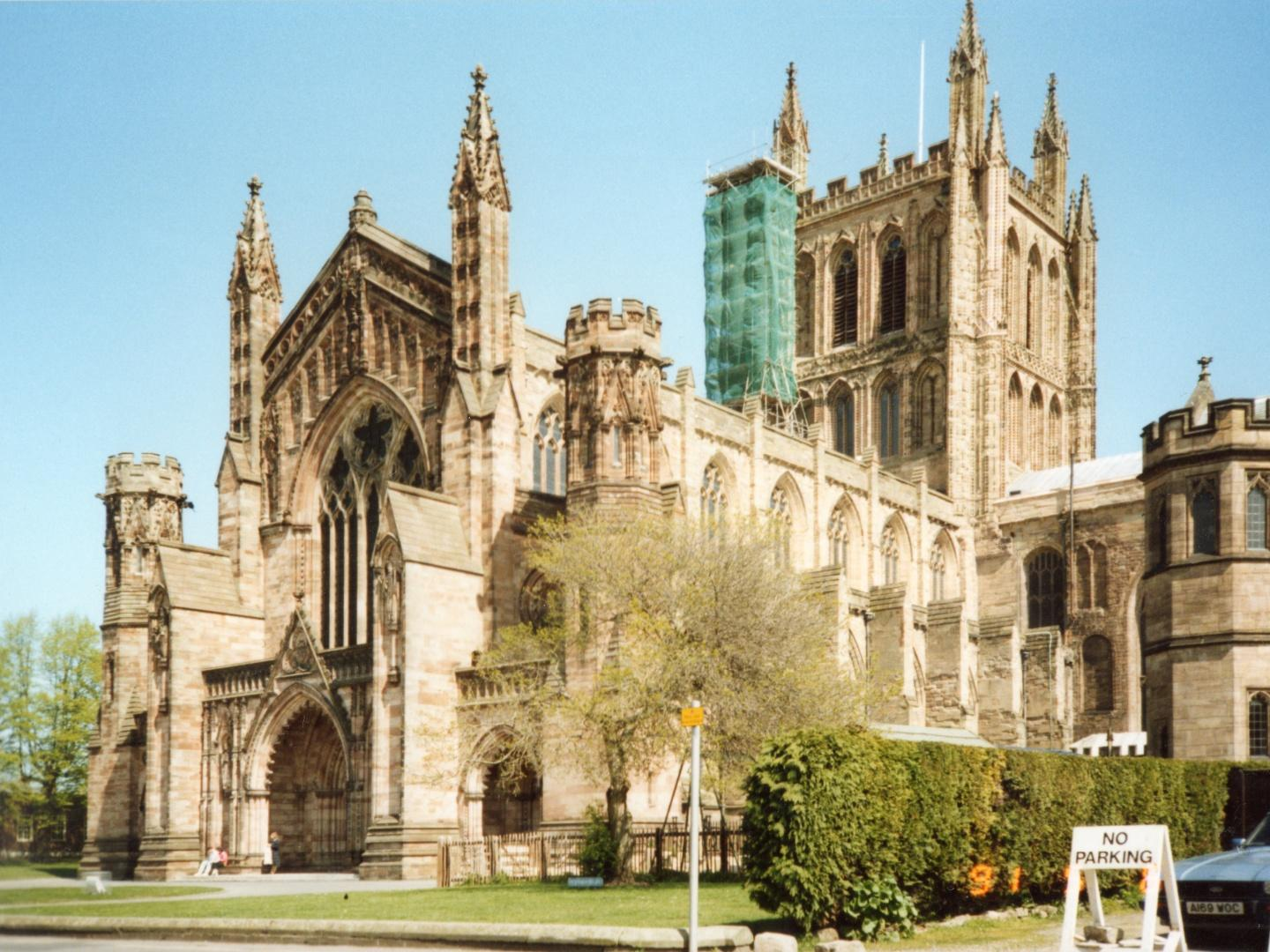
Cattedrale di Hereford

Il Three Choirs Festival è un festival musicale che si tiene ogni anno alla fine di luglio, ruotando tra le cattedrali delle Tre Contee (Hereford, Gloucester e Worcester) che in origine presentavano i loro tre cori, che rimangono al centro del programma settimanale. Il repertorio corale su larga scala è ora eseguito dal Festival Chorus, ma il festival comprende anche altri importanti gruppi e solisti internazionali. Il festival del 2011 si è tenuto a Worcester dal 6 al 13 agosto. Il festival del 2012 a Hereford si è svolto prima del solito, dal 21 al 28 luglio, per evitare di scontrarsi con le Olimpiadi estive del 2012. L'evento è ora fissato per l'ultima settimana di luglio. Il 300º anniversario dell'originale Three Choirs Festival è stato celebrato durante il festival del 2015, che si è svolto dal 25 luglio al 1º agosto a Hereford (il punto di riferimento del 300º meeting dei Tre Cori non cade fino al 2027 a causa della mancanza del Three Choirs Festival per la durata sia della prima che della seconda guerra mondiale).
Il festival si identifica strettamente con le carriere musicali dei compositori britannici Edward Elgar e Ralph Vaughan Williams. Gli organisti delle tre cattedrali (che fungono da direttore artistico e direttore del festival quando è il turno della loro cattedrale di ospitare il festival) sono Geraint Bowen (Hereford), Adrian Partington (Gloucester) e Samuel Hudson (Worcester).

## Storia
Il festival, che si tenne originariamente per due giorni a settembre (ma si tenne anche a settembre nel 1933 e nel 1947, da quando è noto che il fratello di C.S. Lewis Warren ha partecipato), è uno dei più antichi festival di musica corale classica al mondo. La pubblicità per esso nel 1719 si rivolse ai "Membri dell'assemblea musicale annuale da queste parti". La sua musica ovviamente tendeva verso l'ecclesiastico. Nei primi raduni l'ambientazione del Te Deum e Jubilate di Purcell fu una parte regolare del repertorio fino al 1784 e Händel dominò i programmi del XVIII secolo con oratori come Alexander's Feast, Sansone, Giuda Maccabeo ed il Messiah. Sir Samuel Hellier, custode dello Hellier Stradivarius, era una "figura di spicco". La Creazione di Haydn fu ascoltata per la prima volta nel festival del 1800. Dal 1840, l'Elia di Mendelssohn fu eseguito ogni anno fino al 1930.
Il XIX secolo vide l'introduzione di Rossini, Mozart e Beethoven e le fortune del festival furono potenziate dall'arrivo delle ferrovie. Tuttavia ciò portò anche grandi folle, un fenomeno non sempre gradito alle autorità ecclesiastiche, sebbene i posti seduti aumentassero le finanze. Nel 1870 il festival fu ridotto ai tre cori della cattedrale, terminando per un po' l'era del cantante star in visita poiché una parte della chiesa cercò di sottolineare la natura "appropriata" delle attività consentite nelle cattedrali. Ma le autorità civili hanno contestarono i preti e il festival rinacque. Le opere di J.S. Bach non furono ascoltate fino al 1870, presto seguite dal compositore locale Elgar, che iniziò a essere presentato alla fine del secolo e le cui opere dominarono il festival per gran parte del XX secolo poiché spostò l'attenzione nei confronti dei musicisti britannici . Herbert Sumsion, organista a Gloucester tra il 1928 e il 1967, contribuì in particolare a promuovere le opere di compositori autoctoni, tra cui le premiere delle opere di Howells, Finzi ed altri. Anche le composizioni di Parry venivano eseguite regolarmente. Il suo De Profundis fu uno dei primi lavori ad essere commissionato appositamente per il festival ed eseguito nel 1891.
Delius nel 1901 fu un altro compositore che introdusse o diresse nuovi lavori, con la sua Dance Rhapsody n. 1. Un altro fu Ralph Vaughan Williams, la cui Fantasia su un tema di Thomas Tallis fu presentata per la prima volta nel 1910, seguita dai Five Mystical Songs nel 1911 e la Fantasia on Christmas Carols nel 1912, dopo di che giocò un ruolo notevole insieme ad Elgar come elemento centrale del repertorio musicale. Sumsion favorì una relazione con il compositore ungherese Zoltán Kodály e programmò le opere di Kodály in sei festival di Gloucester. Altri nomi comprendono Gustav Holst, Arthur Sullivan, Herbert Howells, Gerald Finzi, William Walton, Arthur Bliss e Benjamin Britten e recentemente Lennox Berkeley, John McCabe, William Mathias, Paul Patterson e James MacMillan.
Una cronologia di alcuni degli eventi più significativi nella storia del festival dal 1709 fino ai giorni nostri è stata compilata da Anthony Boden: Three Choirs Festival timeline (Cronologia del Festival dei Tre Cori).
Nel 1995 fu istituita una Società del Festival per fornire agli appassionati un mezzo per partecipare attivamente al sostegno del Three Choirs Festival. Il festival è finanziato dalla vendita dei biglietti, donazioni e sponsorizzazioni.
Nel 2010 è stato formato il Coro Giovanile del Festival dei Tre Cori. Composto da cantanti di età compresa tra 16 e 25 anni, si è esibito in tutti i festival da allora, sotto una varietà di direttori. Nel 2012 a Hereford il Coro Giovanile del Festival dei Tre Cori ha presentato per la prima volta Centuries of Meditation, un'ambientazione di Dobrinka Tabakova su un testo di Thomas Traherne.
La Philharmonia Orchestra ha iniziato una residenza ufficiale triennale durante il festival nel 2012.
Nel luglio 2019 è stato riferito che la programmazione dell'Ode alla Gioia di Beethoven per il finale del festival aveva suscitato rabbia tra i favorevoli alla Brexit, a causa del suo uso come Inno d'Europa. Il concerto, a differenza degli altri eventi musicali più importanti del festival, ha fatto ancora il tutto esaurito.